# Dmitriy Bessmertny
Dmitriy Bessmertny (en bielorruso: Дзмітрый Сяргеевіч Бяссмертны; Minsk, 3 de enero de 1997) es un futbolista bielorruso que juega en la demarcación de centrocampista para el P. F. C. Kuban Krasnodar de la Liga de Fútbol Profesional de Rusia.

## Selección nacional
Tras jugar con la selección de fútbol sub-17 de Bielorrusia, la sub-19 y la sub-21, finalmente hizo su debut con la selección absoluta el 16 de noviembre de 2019 en un partido de clasificación para la Eurocopa 2020 contra Alemania que finalizó con un resultado de 4-0 a favor del combinado alemán tras los goles de Matthias Ginter, Leon Goretzka y un doblete de Toni Kroos.

## Clubes
| Club                     | País        | Año       | Partidos | Goles |
| ------------------------ | ----------- | --------- | -------- | ----- |
| F. C. Minsk              | Bielorrusia | 2015-2018 | 88       | 7     |
| F. C. BATE Borisov       | Bielorrusia | 2019-2023 | 100      | 10    |
| F. C. Aktobe             | Kazajistán  | 2023-2024 | 37       | 1     |
| P. F. C. Kuban Krasnodar | Rusia       | 2025-     | 1        | 0     |

## Palmarés

### Campeonatos nacionales
| Título                   | Club               | País        | Año  |
| ------------------------ | ------------------ | ----------- | ---- |
| Copa de Bielorrusia      | F. C. BATE Borisov | Bielorrusia | 2020 |
| Copa de Bielorrusia      | F. C. BATE Borisov | Bielorrusia | 2021 |
| Supercopa de Bielorrusia | F. C. BATE Borisov | Bielorrusia | 2022 |
| Copa de Kazajistán       | F. C. Aktobe       | Kazajistán  | 2024 |